# Colin barré
Philortyx fasciatus
Genre
Espèce
Statut de conservation UICN

 LC  : Préoccupation mineure
Le Colin barré (Philortyx fasciatus) est une espèce d'oiseaux galliformes de la famille des Odontophoridae, l'unique représentante du genre Philortyx.

## Description
Il ressemble à une petite caille de 17 à 21 cm de longueur. La tête, le cou et le dos sont beiges, tandis que le ventre est blanc avec des bandes noires perpendiculaires à l'axe de l'oiseau. Le dos a des taches noires en forme de flocons. Il a une crête avec une pointe rouge.
Il n'y a aucune différence significative entre les mâles et les femelles. Les individus immatures ont la face et la gorge noires en hiver, le reste de l'année, le plumage est semblable aux adultes.

## Répartition
Il est endémique du Mexique : du Jalisco à Puebla à l'est et au Guerrero au sud.

## Habitat
Il habite les forêts et les zones de broussailles sèches subtropicales et tropicales ainsi que les forêts primaires fortement dégradées.